# Velká Proutková
Velká Proutková je zaniklá usedlost v Praze 3 – Žižkově v ulici Husitská 888/11 (Horská, Vídeňská), která se nacházela pod jihozápadním svahem vrchu Vítkova v klínu mezi ulicí Husitská a železniční tratí Turnovsko-kralupsko-pražské dráhy vedoucí do železničního tunelu.

## Historie
Proutková stála při Horské silnici naproti východní části rozsáhlého areálu usedlosti Miranka již v druhé polovině 18. století. V 1. polovině 19. století ji tvořily čtyři budovy, ve směru od silnice k Vítkovu nad sebou stavebně propojené, na které na východní straně navazovala zahrada.
Noví majitelé nechali usedlost v druhé polovině 19. století zbořit a na jejím místě postavit stavbu novou. V této novostavbě otevřeli Karel Winter a Jan Chudoba kavárnu „Na Proutkové“. V ní se vystřídalo několik nájemců, než byl její provoz ve 20. století ukončen.
V této kavárně se scházeli pražští spisovatelé a umělci, například Jakub Arbes, Jaroslav Hašek nebo režisér a scenárista Karel Steklý.